# Caspar Lee
Caspar Richard George Lee (Londres, 24 de abril de 1994), mais conhecido como Caspar Lee, é um YouTuber britânico-sul-africano e investidor. Ele foi destaque na Forbes 30 Under 30 em 2020 por seu trabalho em mídia e publicidade.

## Carreira
Lee começou seu canal no YouTube 'dicasp' em 2011 e depois o renomeou 'Caspar'. Lee fez parte da 'YouTube Boyband' que arrecadou dinheiro em 2014 para a Comic Relief. Ele foi nomeado pelo Yahoo! News como um dos "12 empreendedores experientes na Web para ficar de olho" em dezembro de 2013. Ele colaborou com Lisa Kudrow em dois episódios de Web Therapy (2014).
Lee interpretou Garlic no filme de comédia de 2014, Spud 3: Learning to Fly, com John Cleese e Troye Sivan. Lee e Joe Sugg apareceram em um documentário de viagem de 2015, Joe and Caspar Hit the Road, e sua sequência Joe and Caspar Hit The Road: USA, produzido para a BBC Worldwide. Também em 2016, Lee estrelou Laid in America ao lado do comediante do YouTube KSI (Olajide Olatunji). Lee apareceu no videoclipe do single de 2017 de Charli XCX, "Boys".
Em agosto de 2017, Lee foi nomeado "Chief Vision Officer" da Influencer Ltd, uma agência britânica de marketing de influenciadores. Caspar Lee, uma biografia escrita por Lee e sua mãe, Emily, foi publicada em capa dura em maio de 2016. Lee também foi cofundador da Margravine Management com Joe Sugg, agora conhecida como MVE.
Em maio de 2020, Lee foi cofundador da Proper Living, uma empresa sul-africana de acomodação estudantil.
Em 2022, Lee lançou a Creator Ventures com o primo Sasha Kaletsky, ex-investidor de private equity. O fundo de capital de risco deles levantou 20 milhões de dólares americanos para financiar startups de internet voltadas ao consumidor em estágio inicial.

## Vida pessoal
Nascido em Londres, Lee é filho dos produtores de comerciais de TV Emily Lee (nascida Murphy, em 1956) e Jonathan Lee (nascido em 1955). A irmã mais velha de Lee, Theodora Lee (nascida em 1991), é autora e criadora de anúncios. A família emigrou para a África do Sul em 1996. Lee foi criado em Knysna e Durban, onde estudou no Crawford College, La Lucia. Quando Lee era mais jovem, ele foi diagnosticado com Síndrome de Tourette. Em 2013, Lee se mudou da África do Sul para morar com o YouTuber Alfie Deyes. Em 2014, Lee se mudou para um apartamento em Londres com o colega YouTuber Joe Sugg. Em 2016, ele se mudou para um apartamento com Josh Pieters, que também é um YouTuber. Lee se casou com Ambar Driscoll em 19 de fevereiro de 2025.

## Filmografia

### Filme
| Ano  | Título                                   | Papel     | Notas                                |
| ---- | ---------------------------------------- | --------- | ------------------------------------ |
| 2014 | Spud 3: Learning to Fly                  | Garlic    |                                      |
| 2015 | The SpongeBob Movie: Sponge Out of Water | Gaivota   | Papel de voz (versão do Reino Unido) |
| 2015 | Joe and Caspar Hit the Road              | Ele mesmo | Documentário                         |
| 2016 | Joe and Caspar Hit the Road USA          | Ele mesmo | Documentário                         |
| 2016 | Laid in America                          | Jack      |                                      |
| 2019 | Wonder Park                              | Cooper    | Papel de voz (versão do Reino Unido) |

### Televisão
| Ano  | Título               | Papel                | Notas                                          |
| ---- | -------------------- | -------------------- | ---------------------------------------------- |
| 2014 | Web Therapy          | Ele mesmo (fictício) | 2 episódios                                    |
| 2019 | Celebrity Mastermind | Ele mesmo            | Concorrente (Episódio: 31 de dezembro de 2019) |

### Websérie
| Ano  | Título      | Papel                | Notas       |
| ---- | ----------- | -------------------- | ----------- |
| 2014 | Web Therapy | Ele mesmo (fictício) | 2 episódios |

### Vídeos musicais
| Ano  | Título                  | Artista(s)                   | Papel                  | Ref.   |
| ---- | ----------------------- | ---------------------------- | ---------------------- | ------ |
| 2016 | "Friends with Benefits" | KSI com participação de MDMN | Ele mesmo              | [ 29 ] |
| 2017 | "Boys"                  | Charli XCX                   | Ele mesmo              | [ 14 ] |
| 2019 | "Real Name"             | KSI, Randolph, Talia Mar     | Convidado do casamento | [ 30 ] |

## Prêmios
Lee ganhou o prêmio "Social Media Superstar" no Global Awards de 2018.